# Escola Pan Americana da Bahia
A Escola Pan Americana da Bahia (PASB) é uma escola internacional americana localizada em Salvador, Bahia, Brasil, para alunos da pré-escola até o ensino médio. A escola foi fundada em 1960, em um pequeno campus em Campo Grande, e em 1974 o atual campus foi construído em Patamares. A escola é administrada por pais e opera como uma instituição sem fins lucrativos, não denominacional e preparatória para estudantes internacionais e brasileiros.
A escola oferece os diplomas americano, brasileiro e bacharelado internacional para alunos do ensino médio. Todas as aulas são ministradas em inglês, com exceção das disciplinas brasileiras e espanholas.

## Credenciais
A Escola Pan Americana da Bahia é credenciada pela New England Association of School and Colleges (NEASC). e pelo Council of International Schools (CIS) A mesma é reconhecida pelo Departamento de Educação dos Estados Unidos e pelo Ministério da Educação do Brasil.
A escola também é membro da Association of American Schools of Brazil (AASB), da Association of American Schools in South America (AASSA), e também da Association for the Advancement of International Education (AAIE).

## Atividades
Nos anos iniciais, a escola oferece música, dança, blocos de construção e atividades de quebra-cabeça. À medida que os estudantes crescem, também são oferecidos jiu-jitsu, capoeira, futebol, ginástica rítmica, natação e balé.
A partir do ensino fundamental, as atividades são projetadas para ajudar os alunos a alcançarem a alfabetização em português e inglês, bem como o desenvolvimento cognitivo, habilidades sociais e emocionais e o amor pelo aprendizado e pela literatura. Algumas das atividades incluem Lego Robotics, programação, design gráfico, dança e esportes.
Chegando no ensino fundamental 2, os alunos são introduzidos ao Conselho Estudantil e ao National Junior Honor Society, bem como a projetos, torneios e esportes.
No ensino médio, esportes como basquete, futebol, futsal, natação e vôlei são oferecidos. Os alunos são introduzidos ao National Honor Society e à modelo das Nações Unidas, bem como à oportunidade de competir contra outras escolas americanas e internacionais na International Schools Sports League (ISSL). Os alunos também podem participar do Knowledge Bowl e Global Issues Network (GIN), patrocinado pela Associação de Escolas Americanas na América do Sul (AASSA).
Adicionalmente, a escola foi destaque várias vezes no noticiário local por sua participação em atividades relacionadas à comunidade, voluntariado e sua atuação nos eventos Modelo das Nações Unidas.